# Malcidae
Famille
Les Malcidae sont une famille d'insectes hétéroptères (punaises) de la super-famille des Lygaeoidea.

## Description
Il s'agit de petites punaises (entre 3 et 4 mm de long), au corps souvent épais avec quelques ponctuations grossières. La tête est fortement inclinée en avant, et porte des ocelles en arrière des yeux, des antennes et un rostre à 4 articles. La membrane (partie postérieure et non coriacée de l'aile antérieure) comporte 5 veines longitudinales. Le connexivum (partie latérale de l'abdomen) est souvent proéminentes à la hauteur des segments 5 à 7. Les stigmates abdominaux sont tous dorsaux. Chez les Chauliopinae, les yeux sont proéminents, alors qu'ils ne le sont pas chez les Malcinae, qui ont de plus des ocelles proches l'une de l'autre, sur un tubercule commun. Chez les Chauliopinae, le corps est recouvert de soies à la manière d'une brosse,.

## Répartition et habitat
Les Malcidae (les deux sous-familles) se rencontrent dans l'écozone indomalaise, et les Chauliopinae également dans l'écozone afrotropicale. 
Un individu isolé de M. elongatus, dont l'aire naturelle est la Birmanie et les provinces du centre et du sud de la Chine, a été collecté en 1996 et analysé en 2017. Il semble qu'il s'agisse d'un évènement accidentel. 

## Biologie
Leur biologie est pratiquement inconnue. Malcus japonicus a été rencontré sur Mûrier (Morus bombycis, Moraceae), et Malcus flavidipes a été élevé sur Ipomea batatas (Patate douce) et rencontré sur bananier. Chauliops semble se nourrir principalement sur des Solanaceae, mais peut s'en prendre également à des cultures de Fabaceae.

## Systématique
Ce regroupement a été établi par Carl Stål en 1865, sous le nom de Malcida, pour le genre Malcus, qu'il avait décrit en 1859, et en tant que sous-famille des Lygaeidae. Il est rebaptisé Malcinae par Horváth en 1904. Certains auteurs ont ensuite placé le genre Malcus dans les Colobathristidae. Le genre Chauliops, de son côté, a été décrit en 1874 et inclut dans les Lygaeidae, puis dans les Heterogastrinae, avant d'être placés en 1907 dans une sous-famille séparée, les Chauliopinae, par Breddin, qui a reconnu leurs liens avec les Malcinae, un positionnement suivi par plusieurs auteurs. En 1916, Bergroth les inclura même dans les Malcinae.  
En 1967, Štys élève les Malcinae au rang de famille, en y plaçant également les Chauliopinae. Il établit l'hypothèse d'un lignage évolutif des Malcidae dérivant d'un ancêtre commun précyminin, et comprenant également les Cyminae (y compris les Ninini), et Cryptorhamphus, pas encore séparés en familles distinctes), les Berytidae et les Colobathristidae. Ce lignage serait basé sur les similitudes morphologiques d'un certain nombre de caractères, la spermathèque des femelles, la déclivité de la tête, la ponctuation profonde et la pruinosité du corps, des ocelles rapprochées l'une de l'autre, des buccules allongées, la réduction des tubercules antennifères, le positionnement des antennes et leur allongement, l'apex du scutellum proéminent et allongé, la bordure latérale de la corie concave, etc. 
Un catalogue en ligne est tenu à jour sur le site Lygaeoidea Species Files. La famille contient 3 genres et une cinquantaine d'espèces.

### Fossiles
Une espèce fossile, rattachée aux Chauliopinae, a été découverte en France, et datée du début de l'Éocène (Yprésien, −56 à −48 millions d'années, époque d'apparition des premiers primates et équidés).

### Liste des sous-familles et des genres
Selon BioLib (18 novembre 2022), complété à partir de Lygaeoidea Species Files :
- sous-famille Chauliopinae Breddin, 1907
  - genre Chauliops Scott, 1874
  - genre Neochauliops Štys, 1963
  - genre †Eochauliops Camier et al. 2019
- sous-famille Malcinae Stål, 1865
  - genre Malcus Stål, 1860

## Galerie

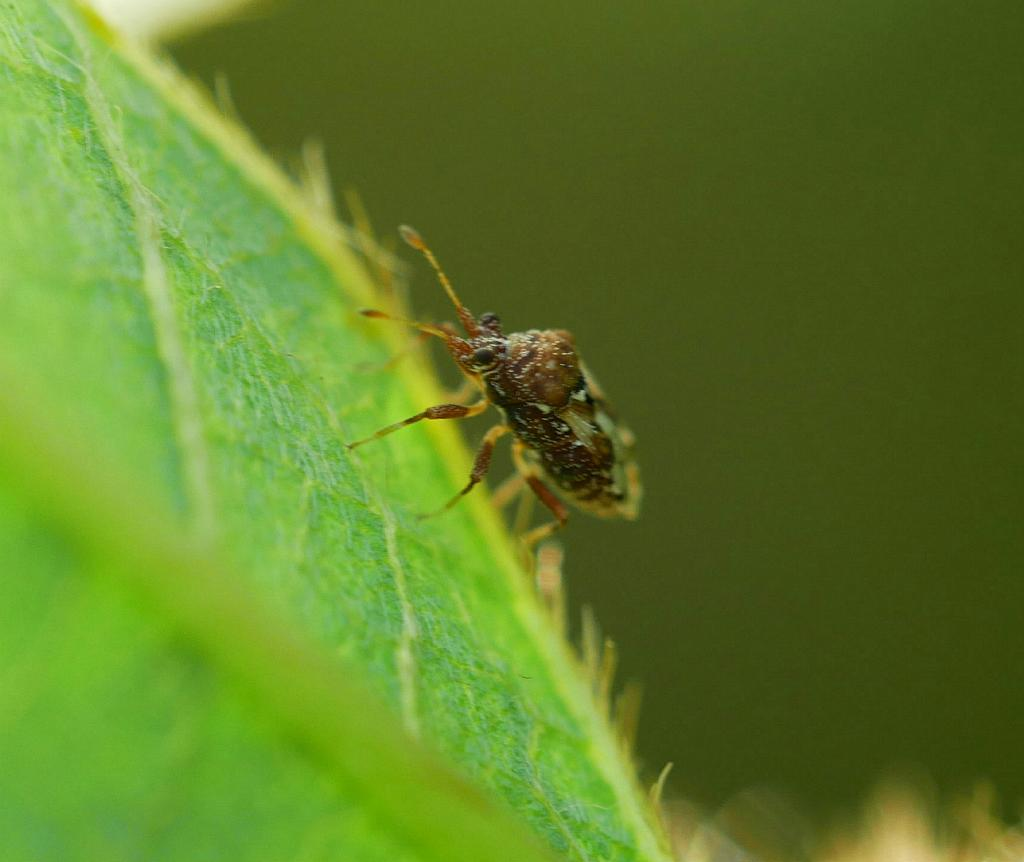
Chauliopinae : Chauliops fallax, Tanabe, Japon
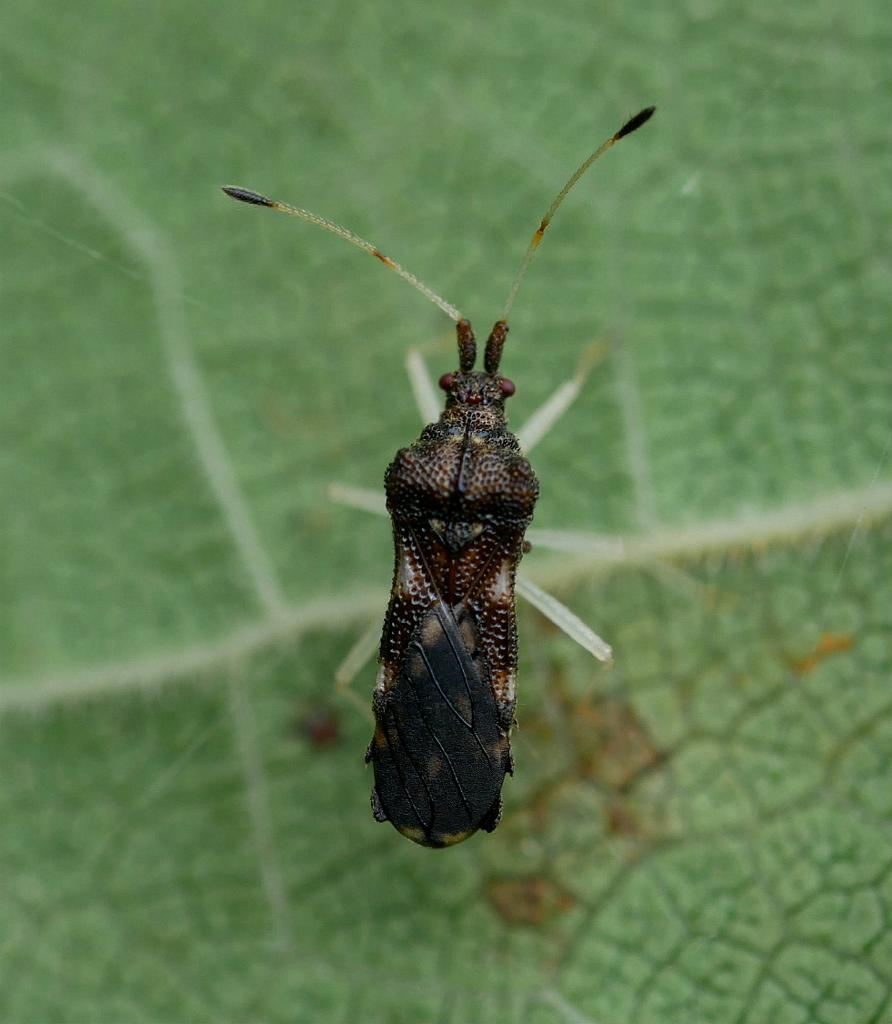
Malcinae : Malcus japonicus, Hidakagawa, Japon
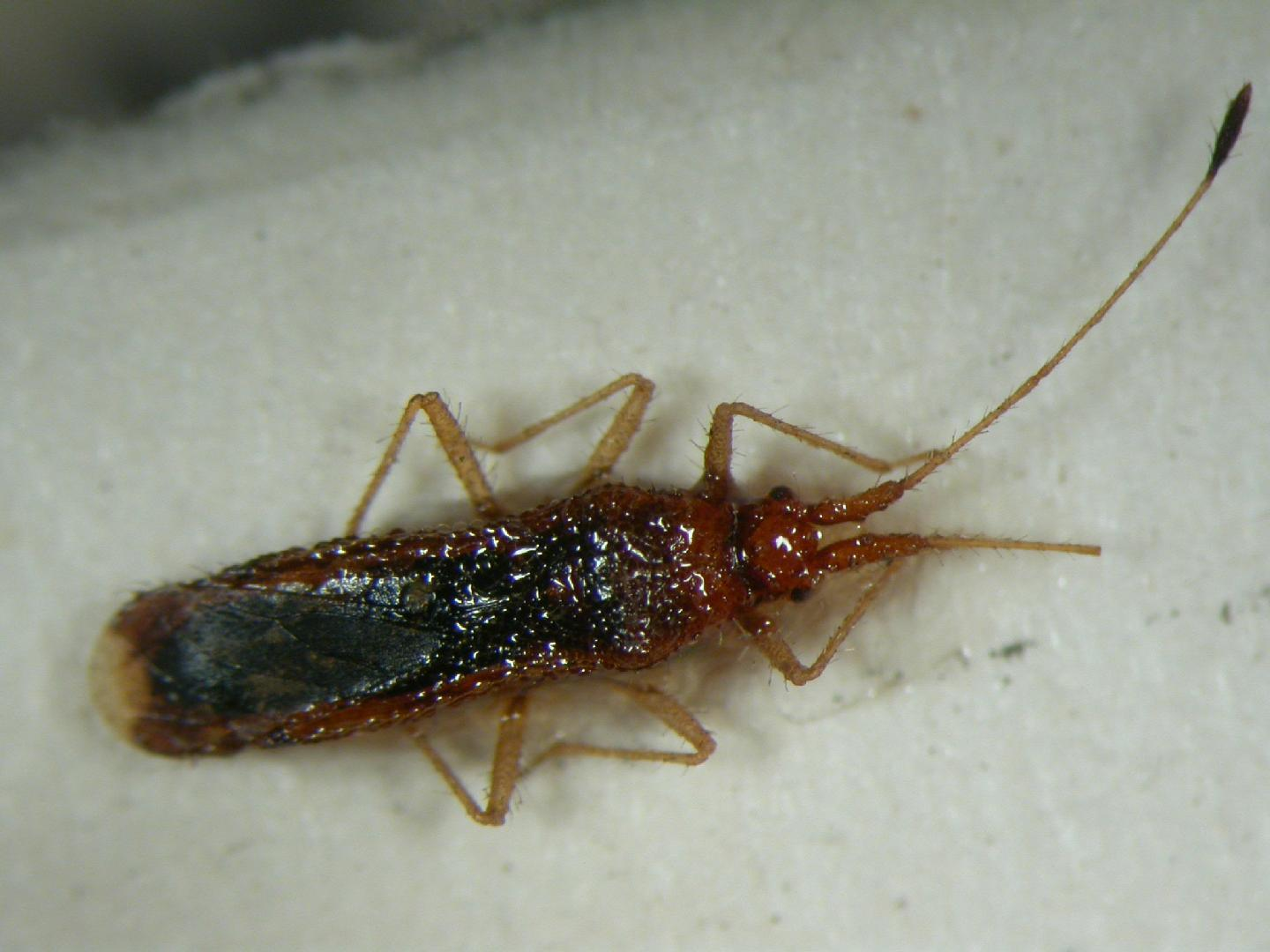
Malcinae : Malcus elongatus, spécimen du NHML, Londres
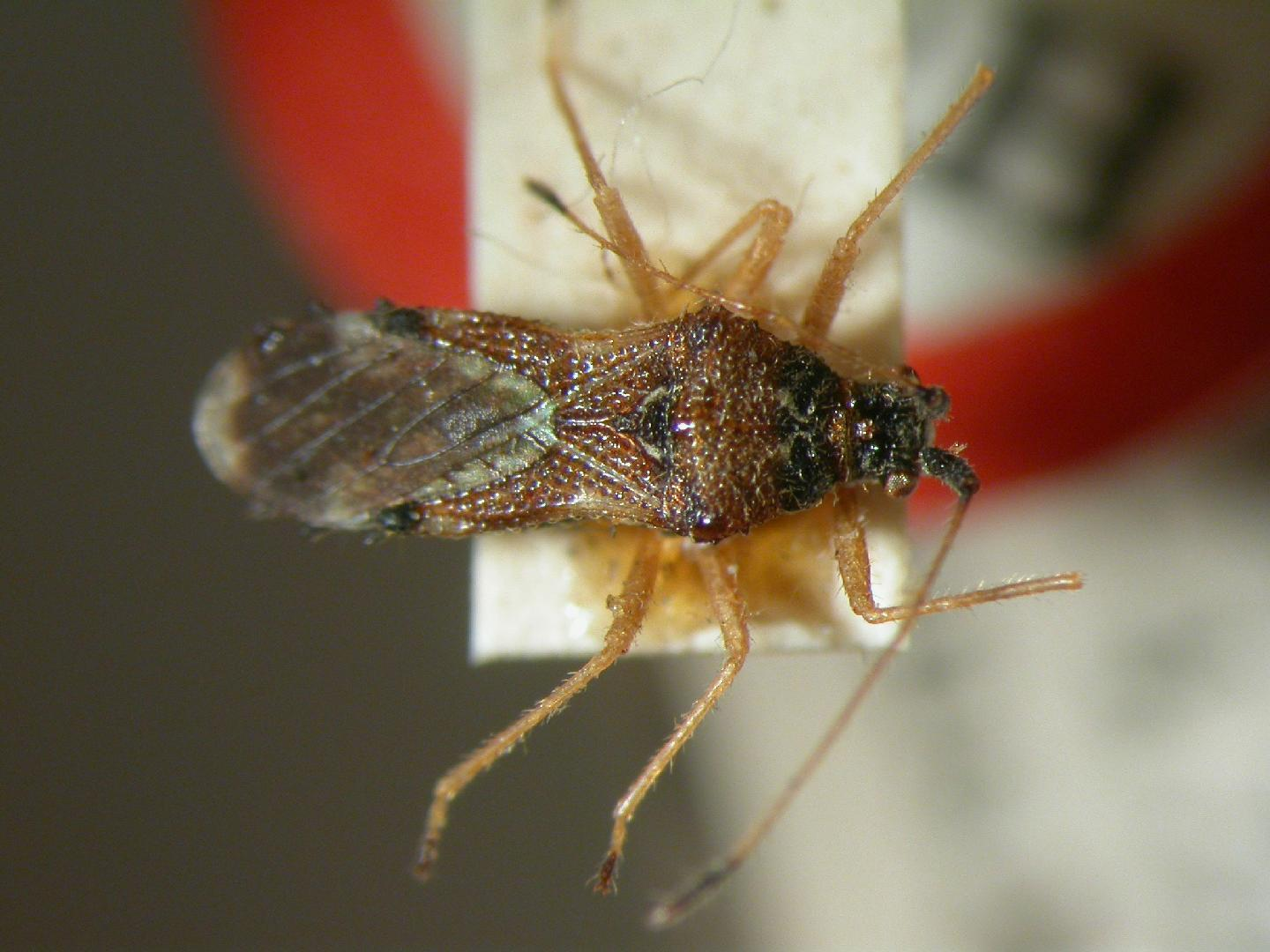
Malcinae : Malcus nigrofasciatus, spécimen du NHML, Londres
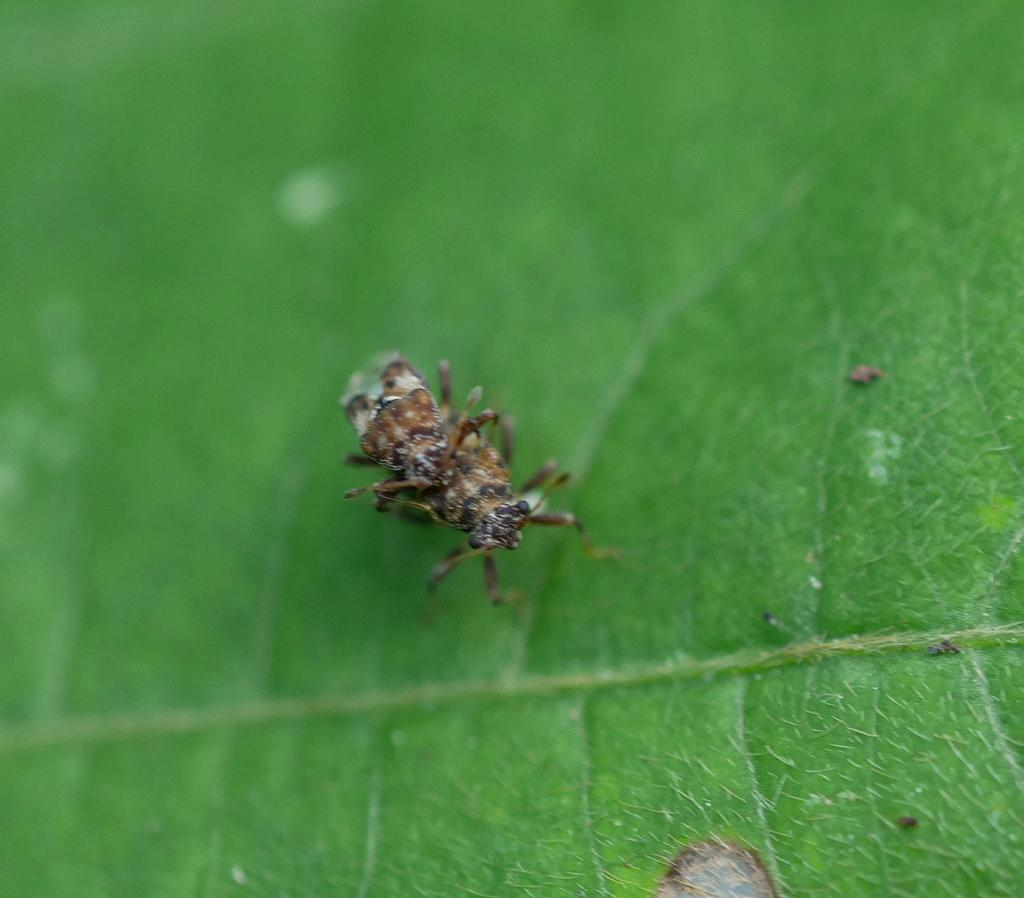
Accouplement de Chauliops fallax, Tanabe, Japon